# Saint-Gervais-des-Sablons
Saint-Gervais-des-Sablons är en kommun i departementet Orne i regionen Normandie i nordvästra Frankrike. Kommunen ligger i kantonen Trun som tillhör arrondissementet Argentan. År 2022 hade Saint-Gervais-des-Sablons 71 invånare.

## Befolkningsutveckling
Antalet invånare i kommunen Saint-Gervais-des-Sablons
| Referens: INSEE |